# Niklaus von Flüe (Theologe)
Niklaus von Flüe SOCist, auch: Nikolaus von Flüe (* 21. Februar 1598 in Sarnen als Wolfgang von Flüe; † 21. Juni 1649 in Wettingen) war ein Schweizer Theologe und Abt des Klosters Wettingen der Zisterzienser.

## Vita
Wolfgang von Flüe war der Sohn des Fähnrichs Jakob von Flüe und der Urururenkel des Schweizer Nationalheiligen Niklaus von Flüe (Bruder Klaus). Er wurde 1612 auf Empfehlung des Rates Sarnen Schüler an der Klosterschule Wettingen,: S. 274 1615 legte er dort seine Profess ab, nahm den Ordensnamen Niklaus an und trat 1616 ein Stipendium an, von dem er vier Jahre in Paris verbrachte; unter Umständen war er zuvor drei Jahre in Mailand. 1623 wurde er zum Priester geweiht und war unter Abt Schmid (reg. 1594–1633) von 1624 bis 1629 erster Professor für Theologie an der Wettinger Hausschule.: S. 274 Von 1629 bis 1632 war er Prior, 1637 bis 1641 Grosskellner und ab 1641 Abt des Klosters Wettingen. Er galt als hochbegabter Sänger, Musiker und Komponist.: S. 76
Er bemühte sich um die wirtschaftliche und rechtliche Lage sowie die innere Gestaltung des Konvents, so unter anderem 1644 durch den Rückkauf der Fähre und des Wirtshauses beim Kloster. 1649 gab es einen Streit mit der Stadt Baden wegen der Gerichtsbarkeit über die Pfarrkirche Wettingen. 1649 resignierte er von seinem Amt als Abt und starb noch im gleichen Jahr. In der kurzen Zeit seines Abbatiats brachte er den Wettinger Konvent mit 36 Mönchen und sieben Laienbrüdern zur vollen Blüte.: S. 76
Es existieren drei Wappenscheiben Abt Nikolaus von Flüe. Eine ist aus dem Jahr 1642 und befindet sich heute auf Schloss Lenzburg. Eine zweite ist aus dem Jahr 1643 und konnte Mitte der 1980er Jahre zurück ins Kloster geführt werden. Diese hängt heute im Westflügel des Kreuzgangs. Ununterbrochen zum Bestand des Klosters gehört die dritte Scheibe, die aus dem Jahr 1648 stammt. Alle drei zeigen die beiden Wappen der Familie von Flüe und die des Klosters Wettingen nebeneinander. Das Familienwappen ziert ein aufspringender Steinbock über Bergflühen aus Silber und zwei blauen Balken. Personifiziert sind neben Nikolaus von Myra und Bernhard von Clairvaux die besonders in Obwalden besonders verehrten Niklaus von Flüe und Karl Borromäus, während die älteste Scheibe die Muttergottes und den heiligen Benedikt darstellt.: S. 76